# Mariann Gajhede Knudsen
Mariann Gajhede Knudsen és una centrecampista de futbol internacional per Dinamarca, amb la qual ha jugat un Mundial (2007) i dues Eurocopes (2007-13; es va perdre la del 2009 per una rotura de lligaments), alcançant les semifinals a l'Eurocopa 2013. Actualment juga al a la Damallsvenskan de Suècia amb el Linköpings FC.
Va ser nomenada Jugadora Danesa del Any al 2008.

## Trajectòria
| Temporades    | Club             | Títols             |
| ------------- | ---------------- | ------------------ |
| 01/02         | B52 Aalborg      |                    |
| 02/03 - 09/10 | Fortuna Hjørring | 2 Lligues, 2 Copes |
| 2011 - act.   | Linköpings FC    | 2 Copes            |